# Филип Лудвиг (Шлезвиг-Холщайн-Зондербург-Визенбург)
Филип Лудвиг фон Шлезвиг-Холщайн-Зондербург-Визенбург (на немски: Philipp Ludwig von Schleswig-Holstein-Sonderburg-Wiesenburg; * 27 октомври 1620, Бек, Северен Рейн-Вестфалия; † 10 март 1689, Шнееберг в Саксония) от странична линия на Дом Олденбург, е първият херцог и основател на линията Шлезвиг-Холщайн-Зондербург-Визенбург.

## Биография
Той е най-малкият син на херцог Александер фон Шлезвиг-Холщайн-Зондербург (1573 – 1627) и съпругата му графиня Доротея фон Шварцбург-Зондерсхаузен (1579 – 1639), дъщеря на дъщеря на Йохан Гюнтер I фон Шварцбург-Зондерсхаузен. 
През 1663 г. Филип Лудвиг купува от много близкият му саксонски курфюрст Йохан Георг II господството със замъка Визенбург (в Ерцгебирге), град Кирхберг и 20 села. Замъкът Визенбург става седалище на херцога и дава името на неговата линия.
Чрез обработване на мините в Шнееберг и Нойщедтел той забогатява. Филип Лудвиг е приет в литературното общество Fruchtbringende Gesellschaft под името Der Wohlgeartete. До 1672 г. е императорски фелдмаршал-лейтенант.
През 1675 г. Филип Лудвиг продава замък Визенбург на най-големия си син. През 1686 г. той купува Оберкотцау от Христиан Ернст фон Бранденбург-Байройт и живее допреди смъртта си в Шнееберг при своя приятел Файт Ханс Шнор фон Каролсфелд.

## Фамилия
Филип Лудвиг се жени три пъти.
Първи брак: на 15 ноември 1643 г. в Лемго с графиня Катарина фон Валдек-Вилдунген (* 20 октомври 1612; † 24 ноември 1649, Кьолн), вдовица на граф Симон Лудвиг фон Липе-Детмолд (1610 – 1636), дъщеря на граф Христиан фон Валдек-Вилдунген (1585 – 1637) и графиня Елизабет фон Насау-Зиген (1584 – 1661). С нея има децата:
- син (* април 1645)
- Доротея Елизабет (1645 – 1725)

∞ 1661 за граф Георг Лудвиг фон Зинцендорф-Нойбург (1616 – 1681)
∞ 1682 за Жан Луи дьо Рабутин (1641 – 1716), маркиз на Фремонвил
Втори брак: на 5 май 1650 г. в Хомбург с принцеса Анна Маргарета фон Хесен-Хомбург (31 август 1629 – 3 август 1686), дъщеря на ландграф Фридрих I фон Хесен-Хомбург (1585 – 1638) и Маргарета Елизабет фон Лайнинген-Вестербург (1604 – 1667). Те имат децата:
- Фридрих, херцог на Шлезвиг-Холщайн-Зондербург-Визенбург (1651 – 1724)

∞ 1672 (разведен 1680) принцеса Шарлота фон Лигница-Бриг-Волау (1652 – 1707)
- Георг Вилхелм (*/† 1652)
- София Елизабет (1653 – 1684)

∞ 1676 херцог Мориц фон Саксония-Цайц (1619 – 1681)
- Карл Лудвиг (1654 – 1690)
- Елеонора Маргарета (1655 – 1702)

∞ 1674 княз Максимилиан II фон Лихтенщайн (1641 – 1709)
- Кристина Амалия (1656 – 1666)
- Анна Вилхелмина (*/† 1657)
- Йохан Георг (*/† 1658)
- Леополд Георг (*/† 1660)
- Вилхелм Христиан (1661 – 1711)
- Фридерика Луиза (1662 – 1663)
- Магдалена София (1664 – 1720)
- Анна Фридерика Филипина (1665 – 1748)

∞ 1702 херцог Фридрих Хайнрих фон Саксония-Цайц (1668 – 1713)
- дете (*/† 1666)
- Йохана Магдалена Луиза (1668 – 1732)

Трети брак: на 28 юли 1688 г. в Грайц с графиня Магдалена Кристина фон Ройс цу Оберграйц (3 август 1652 – 18 декември 1697), дъщеря на граф Хайнрих I Роус-Оберграйц (1627 – 1681) и бургграфиня Сибила Магдалена фон Кирхберг (1624 – 1667). Бракът е бездетен.